# Ernst zu Rantzau
Ernst Reichsgraf zu Rantzau (* 28. März 1802 in Oppendorf; † 17. Juni 1862 in Wiesbaden) war ein deutscher Verwaltungsjurist in dänischen Diensten.

## Leben

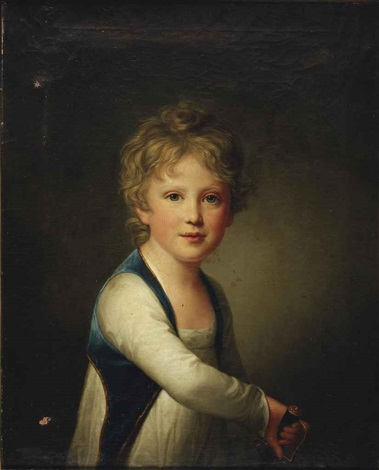
Ernst Rantzau, Kinderporträt von Friedrich Carl Gröger 1808

Ernst zu Rantzau stammte aus dem Haus Oppendorf des schleswig-holsteinischen Equites-Originarii-Geschlechts Rantzau. Er war ein Sohn des Oberpräsidenten von Kiel und Kurators der Christian-Albrechts-Universität Christian Detlev Karl zu Rantzau und seiner Frau Charlotte Ernestine, geb. Freiin Diede zum Fürstenstein. Otto von Rantzau war sein jüngster Bruder. Friedrich Carl Gröger schuf 1808 ein Kinderporträt von Ernst zu Rantzau.
Ab 1818 studierte er Rechtswissenschaften an der Universität Kiel. Zum Wintersemester 1820 wechselte er, zusammen mit den Brüdern Theodor von Reventlow und Gottfried von Reventlow an die Universität Göttingen. Hier war er als Kartellträger und vorgesehener Sekundant in das geforderte, aber dann doch nicht stattgefundene Duell zwischen Heinrich Heine und Wilhelm Wibel verwickelt. Für seine Beteiligung an den Vorbereitungen zum Duell erhielt er durch das Universitätsgericht eine Strafe von acht Tagen Karzer.
1822 bestand er sein juristisches Examen vor dem holsteinischen Obergericht in Glückstadt. Er trat in den Dienst der dänischen Regierung der Herzogtümer Schleswig, Holstein und Lauenburg. 1823 begann er als Auskultant am Obergericht in Schleswig. 1826 erhielt er das votum consultativum und wurde 1829 Landrat bei Regierung und Gericht in Schleswig.
1830 wurde er zum Amtmann von Sønderborg Amt und Nordborg Amt ernannt. Ab 1843 war er Amtmann der Ämter Plön und Ahrensbök und ab 1859 Amtmann für die Ämter Reinbek, Trittau und Tremsbüttel sowie Intendant der königlichen Güter Wandsbek und Wellingsbüttel.

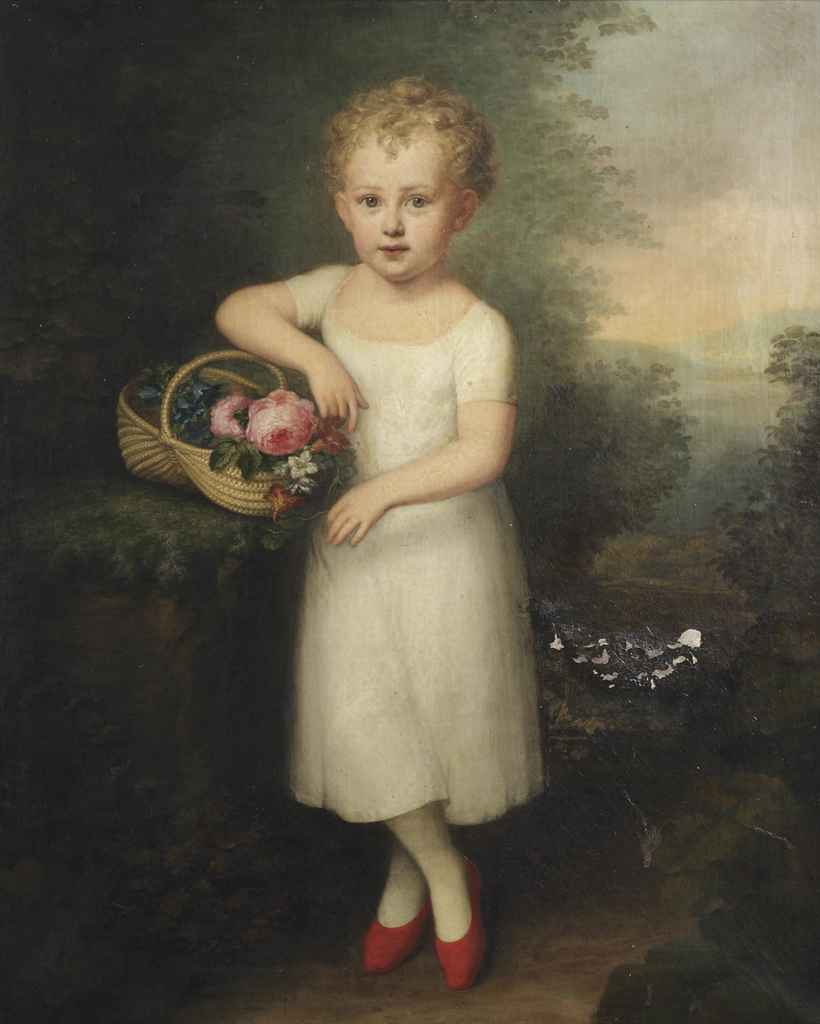
Agnes Rantzau, Kinderporträt von Friedrich Carl Gröger 1806

Seit dem 17. Februar 1823 war er mit seiner Cousine Agnes Louise Ferdinandine Gräfin Rantzau (* 28. Januar 1803; † 6. März 1884) verheiratet, einer Tochter von Carl Emil zu Rantzau und Emilie Hedwig Caroline, einer Tochter von Andreas Peter von Bernstorff (1777–1811). Damit war er sowohl Cousin als auch Schwager von Christian zu Rantzau (Gouverneur).
Das Paar hatte zehn Kinder: sechs Söhne, Otto (1827–1885), Andreas (1832–1885), Christian (1836–1871), Hermann (1840–1872), Vater von Ulrich von Brockdorff-Rantzau, Carl (1841–1870) und Cuno (1843–) sowie vier Töchter Elise (1829–), Emilie (1834–1905), verheiratet mit Ludwig Graf zu Reventlow, Mathilde (1838–) und Fanny (1840–).
Er war der Großvater mütterlicherseits von Fanny Reventlow.

## Auszeichnungen
- 1834 Titel Kammerherr
- 1840 Dannebrogorden, Ritter
- 1844 Dannebrogsmann
- 1860 Dannebrogorden, Kommandeur